# Grönlandshund
Grönlandshund, även grönlandsspets och förr eskimåhund, är en hundras från Grönland. Den hör till polarhundarna som även kan benämnas  nordliga slädhundsspetsar. Grönlandshunden är en av få hundraser, där det verkligen stämmer, när man säger att det är en mycket gammal hundras, till och med en av de äldsta. Hundarna invandrade med inuiterna västerifrån på 1000-talet.

## Historia
De beskrevs i skrift första gången 1721 av den norske missionären Hans Egede (1686–1758). År 1889 infördes importförbud av främmande hundar till grönlandshundens kärnområde, de norra och östra bygderna. Förbudet efterlevdes dock inte fullständigt. 1963 infördes hundar från Baffinön, varefter en svår valpsjukeepidemi utbröt. I samband med det började förbudet kontrolleras strängare.
Grönlandshunden har varit den viktigaste hunden vid polarexpeditioner, mest berömd är Roald Amundsen Antarktis-expedition 1911 då han var först med att nå Sydpolen. De har också haft militär användning, främst i de nordiska länderna och då i synnerhet av den danska Siriuspatrullen på nordöstra Grönland. Den svenska försvarsmakten använde grönlandshundar på 1940-talet som tjänstehundar. På Grönland har hundspannen under modern tid till stor del ersatts av snöskotrar och flyg. Numera används hundarna till draghundsport och i turistnäringen.
Utanför Grönland är det i Norge som den största aveln med grönlandshundar bedrivits.

## Egenskaper
Jämte kajaken har hundspannet varit grönländarnas viktigaste transportmedel. På somrarna har hundarna brukats som klövjehundar. De har även använts till jakt på säl, isbjörn och myskoxe. Till skillnad från andra polarhundar har de dock inte använts som vallhundar och de har även väldigt svagt utvecklad vaktinstinkt. Det har varken funnits bruk för det ena eller det andra.
Levnadsbetingelserna för grönlandshundarna har alltid varit hårda och de har till stor del utvecklats genom naturligt urval. Hundarna har fått vistas utomhus året runt och under sommarhalvåret har de förväntats kunna skaffa sin föda själva. De utvecklade en stark flockinstinkt och var mycket rangmedvetna. Förr hade de rykte om sig att vara slagsmålsbenägna, det stod till och med i den äldre rasstandarden att de skulle vara "stridbara".
Grönlandshunden lämpar sig främst för människor som har ett rikt friluftsliv. Den är robust och mycket arbetsvillig och mår inte bra av ett stillasittande liv. Den skall kännetecknas av energi, mental styrka och oräddhet. Den är vänlig och tillgiven mot människor, men är ingen enmanshund som tyr sig till sin förare.
En mycket speciell egenskap är att grönlandshundar sällan eller aldrig skäller.[källa behövs]

## Utseende
Grönlandshunden hör till de större polarspetsarna, endast alaskan malamute är större.